# First Look Media
First Look Media ist ein Medienkonzern, der vom Entrepreneur, Philanthrop und eBay-Gründer Pierre Omidyar finanziert wird und gegründet wurde. Dem Konzern liegt eine Zusammenarbeit von Omidyar mit Glenn Greenwald, Jeremy Scahill und Laura Poitras zugrunde.
Omidyar finanzierte First Look Media zunächst mit einem Budget von 250 Millionen US-Dollar, nachdem er Ende 2013 die Übernahme der Washington Post verworfen hatte, aber trotzdem am Medienschaffen interessiert blieb. Das Unternehmen mit Hauptsitz in New York finanziert sich heute durch Mitgliederspenden und eine gewinnorientierte Medienproduktionsfirma, Topic Studios, die Programme für Streaming Media produziert und vertreibt. Mit dem dadurch erzielten Überschuss werden gemeinnützige Ausgründungen finanziert. Das sind die 2014 gegründete publizistische Website The Intercept; eine Dokumentarfilmplattform, Field of Vision; und eine Beraterorganisation für verfolgten Journalisten und Whistleblower, The Press Freedom Defense Fund. First Look stellt ihren Jahresbericht mit finanziellen Übersichten öffentlich bereit.
2018 erhielt First Look Media Spenden von 19.000 Fördermitglieder und beschäftigte 90 Mitarbeiter. CEO ist Michael Bloom, COO ist Drew Wilson, und CCO ist Jeannie Kedas. Mitgründer Jeremy Scahill hat weiterhin leitende Funktionen bei The Intercept. Das Gleiche galt für Glenn Greenwald bis zu dessen Rücktritt. Laura Poitras war Executive Producer bei Field of Vision. Die Zusammenarbeit mit dem Rolling-Stone-Journalisten Matt Taibbi an einem digitalen Magazin wurde 2014 nach einigen Monaten beendet und Taibbi ging zurück zum Rolling Stone.
Am 29. Oktober 2020 gab Glenn Greenwald bekannt, dass er von seinem Posten bei The Intercept zurückgetreten sei. Als Grund nannte er die Zensur seines Artikels über die Aktivitäten von Hunter Biden, Sohn des Präsidentschaftskandidaten Joe Biden, in der Ukraine. The Intercept widersprach dieser Darstellung. Den Artikel veröffentlichte Greenwald auf Substack.
Der Mitgründerin Laura Poitras wurde am 30. November 2020 gekündigt. Sie sah einen Zusammenhang zu ihren Bedenken wegen Diskriminierungsmuster und Verantwortungslosigkeit sowie ihren öffentlichen Äußerungen über Versäumnisse des Intercepts beim Quellenschutz.